# Discografia dei Cheap Trick
Questa voce contiene la discografia dei Cheap Trick, dagli esordi fino ad oggi.

## LP

### Album in studio
| Data | Titolo                 | Etichetta    | Billboard 200 | Riconoscimenti RIAA | Produttore              |
| 1977 | Cheap Trick            | Epic         | 207º          |                     | Jack Douglas            |
| 1977 | In Color               | Epic         | 73º           | Platino             | Tom Werman              |
| 1978 | Heaven Tonight         | Epic         | 48º           | Platino             | Tom Werman              |
| 1979 | Dream Police           | Epic         | 6º            | Platino             | Tom Werman              |
| 1980 | All Shook Up           | Epic         | 24º           | Oro                 | George Martin           |
| 1982 | One on One             | Epic         | 39º           | Oro                 | Roy Thomas Baker        |
| 1983 | Next Position Please   | Epic         | 61º           |                     | Todd Rundgren           |
| 1985 | Standing on the Edge   | Epic         | 35º           |                     | Jack Douglas            |
| 1986 | The Doctor             | Epic         | 115º          |                     | Tony Platt              |
| 1988 | Lap of Luxury          | Epic         | 16º           | Platino             | Richie Zito             |
| 1990 | Busted                 | Epic         | 48º           |                     | Richie Zito             |
| 1994 | Woke up with a Monster | Warner Bros. | 123º          |                     | Ted Templeman           |
| 1997 | Cheap Trick            | Red Ant      | 99º           |                     | Ian Taylor, Cheap Trick |
| 2003 | Special One            | Big3         | 128º          |                     | Cheap Trick, Chris Shaw |
| 2006 | Rockford               | Big3         | 101º          |                     | Cheap Trick             |

### Album dal vivo
| Data | Titolo              | Etichetta             | Billboard 200 | Riconoscimenti RIAA | Produttore              |
| 1979 | At Budokan          | Epic                  | 4º            | 3x Platino          | Cheap Trick             |
| 1999 | Music for Hangovers | Cheap Trick Unlimited |               |                     | Cheap Trick, Harry Witz |
| 2001 | Silver              | Cheap Trick Unlimited | 45º           |                     | Cheap Trick             |

### Raccolte
| Data | Titolo                    | Etichetta | Billboard 200 | Riconoscimenti RIAA | Produttore |
| 1991 | Greatest Hits             | Epic      | 174º          | Platino             | Vari       |
| 1996 | Sex, America, Cheap Trick | Epic      |               |                     |            |
| 2000 | Authorized Greatest Hits  | Epic      |               |                     |            |
| 2004 | The Essential Cheap Trick | Epic      |               |                     |            |

## Colonne sonore
- 1979 - Over the Edge: Surrender, Speak Now or Forever Hold Your Peace, Hello There, Downed
- 1980 - Roadie: Everything Works If You Let It
- 1981 - Heavy Metal: Reach Out, I Must Be Dreamin'
- 1983 - Spring break: Spring Break
- 1984 - Up the Creek: Up the Creek
- 1986 - Top Gun: Mighty Wings
- 1988 - Non per soldi... ma per amore: You Want It
- 1988 - Caddyshack 2: Money (That's What I Want)
- 1990 - Queens Logic: I Want You To Want Me
- 1992 - I gladiatori della strada: I Will Survive
- 1992 - Encino Man: Wild Thing
- 1997 - Bambole e sangue: I Want You to Want Me
- 1998 - Small Soldiers: Surrender
- 1999 - Detroit Rock City: Surrender
- 2001 - Joe Dirt: If You Want My Love
- 2003 - L'asilo dei papà: Surrender
- 2015 - Pixels: Surrender

## Singoli
- Dall'album Cheap Trick:
  - 1977: Oh Candy/Daddy Should Have Stayed in High School
- Dall'album In Color:
  - 1977: I Want You To Want Me/Oh Boy
  - 1977: Southern Girls/You're All Talk
  - 1978: So Good To See You/You're All Talk
- Dall'album Heaven Tonight:
  - 1978: Surrender/Auf Wiedersehen
  - 1978: California Man/Stiff Competition
  - 1978: California Man/I Want You To Want Me
  - 1978: California Man/High Roller
- Dall'album At Budokan:
  - 1979: I Want You To Want Me/Clock Strikes Ten
  - 1979: Ain't That a Shame/Elo Kiddies
- Dall'album Dream Police:
  - 1979: Dream Police/Heaven Tonight
  - 1979: Voices/Surrender (Live)
  - 1980: Way of the World/Oh Candy
  - 1980: I'll Be With You Tonight
- Dall'album All Shook Up:
  - 1980: Stop This Game/Who D' King
  - 1980: World Greatest Lover/High Priest of Rhythmic Noise
- Dall'album One on One:
  - 1982: If You Want My Love/Four Letter Word
  - 1982: She's Tight/All I Really Want To Do
  - 1982: Saturday at Midnight
- Dall'album Next Position Please:
  - 1983: Dancing the Night Away/Don't Make Our Love a Crime
  - 1983: Dancing the Night Away/I Want You To Want Me/Ain't That a Shame
  - 1983: I Can't Take It/You Talk Too Much
- Dall'album Standing on the Edge:
  - 1985: Tonight It's You/Wild Wild Women
  - 1985: Little Sister
  - 1985: How About You
- Dall'album The Doctor:
  - 1986: It's Only Love/Name of the Game
- Dall'album Lap of Luxury:
  - 1988: The Flame/Through the Night
  - 1988: Don't Be Cruel/I Know What I Want
  - 1988: Ghost Town/Wrong Side of Love
  - 1989: Never Had a Lot To Lose/All We Need Is a Dream
  - 1989: Let Go
- Dall'album Busted:
  - 1990: Can't Stop Fallin' Into Love/You Drive, I'll Steer
  - 1990: Wherever Would I Be/Busted
  - 1990: If You Need Me/Big Bang
  - 1990: Back N' Blue
- Dall'album Greatest Hits:
  - 1991: Magical Mystery Tour
- Dall'album Woke up with a Monster:
  - 1994: Woke Up With a Monster
  - 1994: You're All I Wanna Do/Cry Baby
  - 1994: Girlfriends
  - 1994: Never Run Out of Love
  - 1994: Didn't Know I Had It
- Dall'album Working Class Hero: A Tribute to John Lennon:
  - 1995: Cold Turkey
- Dall'album Cheap Trick:
  - 1997: Say Goodbye/Yeah Yeah
  - 1997: Baby No More/Anytime/Brontosaurus
  - 1997: Baby Talk/Brontosaurus
  - 1997: Carnival Game/You Let a Lotta People Down
- Dall'album Special One:
  - 2003: Scent of a Woman
  - 2003: My Obsession
  - 2003: Too Much
- Dall'album Rockford:
  - 2006: Perfect Stranger
  - 2006: Come On, Come On, Come On
  - 2006: If It Takes a Lifetime